# Abdoulaye Harissou
Abdoulaye Harissou est un notaire et juriste camerounais incarcéré en 2014 et libéré en 2017.

## Biographie

### Débuts et Formations
Abdoulaye Harissou, est diplômé du droit des affaires de l'université du Cameroun. Président honoraire de la Chambre des notaires du Cameroun et président de la Commission du groupe de travail « Titrement » à l'Union internationale du notariat (UINL), il est également secrétaire général de l'Association du notariat francophone (ANF).

### Démêlés judiciaires
Arrêté le 27 août 2014, Il est emprisonné pour des complicités de tentatives d'outrage au chef de l'État et de soupçons de destabilisations. Il est libéré le 12 novembre 2017,,.

## Œuvre
Il est l'auteur de La Terre : un droit humain paru aux éditions Dunod en 2011. 